# Vi äro tusenden (sång)
Vi äro tusenden var ett av huvudnumren i musikföreställningen Tältprojektet från 1977, om den svenska arbetarklassens historia. Texten och musiken till Vi äro tusenden är skriven av Ulf Dageby och Peter Wahlqvist. Sången framfördes av Totta Näslund tillsammans med en mans- och en damkör.